# 마그카아가우
《마그카아가우》(타갈로그어: Magkaagaw→경쟁자들)는 2019년 방영된 필리핀의 드라마이다.